# 마이웬
마이우엔(Maïwenn, 1976년 4월 17일 ~ )은 프랑스의 배우, 영화 감독이다.

## 작품 목록

### 감독
- 리실리언스 (2006)
- 여배우에 관한 모든 것 (2009)
- 경찰들 (2011)
- 몽 루아 (2015)
- DNA (2020)
- 잔 뒤 바리 (2023)

### 출연

#### 영화
- 제5원소 (1997) - 디바 플라발리구나 역